# Rafael de la Rosa Vázquez
Rafael de la Rosa Vázquez (Barcelona 1919 - Palma 2007) fou el darrer batle sota el règim franquista de Palma (Mallorca).
Havia estudiat enginyeria naval a Madrid, disciplina de la qual arribà a ser doctor. El 1937 visità per primera vegada Mallorca i el 1947 s'hi establí de manera definitiva.
Fou batle de la capital mallorquina entre 1972 i 1976. La seva tasca dins al capdavant de l'Ajuntament destaca per la modernització de la ciutat seguint motius tècnics. Entre les reformes que portà aterme destaquen les Avingudes i l'estació del tren d'Inca. A més sota el seu mandat es construïren el quarter de la Policia Local, el Parc de Bombers i el Poliesportiu Municipal. Urbanísticament el 1973 aprovà per Palma el Pla General d'Ordenació Urbanan (PGOU). També inicià les obres dels terrenys enfront de la Seu de Mallorca que continuà el seu successor.
El 1976 es retirà de la política. Va ser guardonat amb la Medalla d'Or de la Ciutat de Palma.
Morí el 29 de maig del 2007.